# НИИ полимерных материалов
Научно-исследовательский институт полимерных материалов (НИИПМ) — пермское предприятие оборонно-промышленного комплекса России, входящее в Концерн «Техмаш» Государственной корпорации «Ростех». Является единственным в стране предприятием, разрабатывающим заряды к системам аварийного спасения экипажей самолётов и вертолётов.
Институт сотрудничает с научными учреждениями Российской академии наук, национальными исследовательскими университетами российских городов (Казанский национальный исследовательский технологический университет, Пермский национальный исследовательский политехнический университет), предприятиями-разработчиками, конструкторскими бюро и заводами.

## История
Институт создан приказом Министра сельхозмашиностроения СССР от 20 января 1950 г. № 32 в соответствии с Постановлением Совета Министров СССР от 27 декабря 1949 г. № 5767-2167. Согласно данному приказу на территории завода № 98 был организован Научно-исследовательский институт № 130 (НИИ-130) с опытным производством — дублер НИИ-6 и НИИ-125. Научно-исследовательские и опытно-конструкторские работы в институте начаты с 1951 года.
Первоначально производственная и административная база института была создана в цехах и здании заводоуправления завода № 98 (далее — завод им. С. М. Кирова и ФКП «Пермский пороховой завод»). В июле 1956 года сдан в эксплуатацию четырехэтажный главный корпус института.
В 1961 году открыты производства № 1, 2, 3, а позднее построены корпуса: лабораторный (1965), конструкторский (1966), административный (1970).
В 1966 году институт стал именоваться Научно-исследовательский институт полимерных материалов (НИИПМ).
В 1966 году завод № 98 был подчинен НИИПМ, каждое из предприятий остались юридически самостоятельными.
В 1974 году НИИПМ и завод им. С. М. Кирова были преобразованы в Научно-производственное объединение имени С. М. Кирова (НПО им. С. М. Кирова) с головной структурной единицей — НИИПМ.
В 1971 году НИИПМ совместно с заводом им. С. М. Кирова за работы по созданию и сдаче на вооружение новых образцов военной техники награждены орденом Ленина.
В 1984 году НПО им. С. М. Кирова награждено орденом Октябрьской Революции.
В 1995 году на базе опытных производств № 1 и 3, ряда научных подразделений и опытно-полузаводской установки института образован Опытный химический завод (ОХЗ НИИПМ), переименованный с 01.03.15г. в Опытное химическое производство (ОХП).
В 1998 году НПО им. С. М. Кирова реорганизовано в два юридически самостоятельных предприятия — ФГУП «НИИПМ» и ФГУП «Завод им. С. М. Кирова» (в дальнейшем ФКП «Пермский пороховой завод»), ведущих совместную деятельность.
С 17 февраля 2012 года ФГУП «НИИПМ» было реорганизовано путём преобразования в ОАО «НИИПМ», с 17 октября 2014 года переименовано в АО «НИИПМ».

## Руководство
Лахаузов Николай Иванович — генеральный директор НИИПМ с 2020 года.

## Основные направления деятельности
- Выполнение НИОКР по отработке порохов и твёрдых ракетных топлив к зарядам для комплексов ПРО, ПВО, РСЗО[4], крылатых ракет, авиационного вооружения, артиллерии, средств аварийного спасения лётного состава, средств ближнего боя, стратегических комплексов, систем космической обороны, ракетного вооружения ВМФ[1]
- Огневые стендовые испытания зарядов к РДТТ различного класса для современных систем вооружения и военной техники с имитацией климатических условий эксплуатации с прогнозированием сроков служебной пригодности
- Утилизация ракетных двигателей различного класса с истекшим сроком хранения на закрытом стендовом комплексе, оборудованном системой улова и очистки продуктов сгорания с замкнутым циклом
- Разработка продукции гражданского назначения.